# BMW R 3

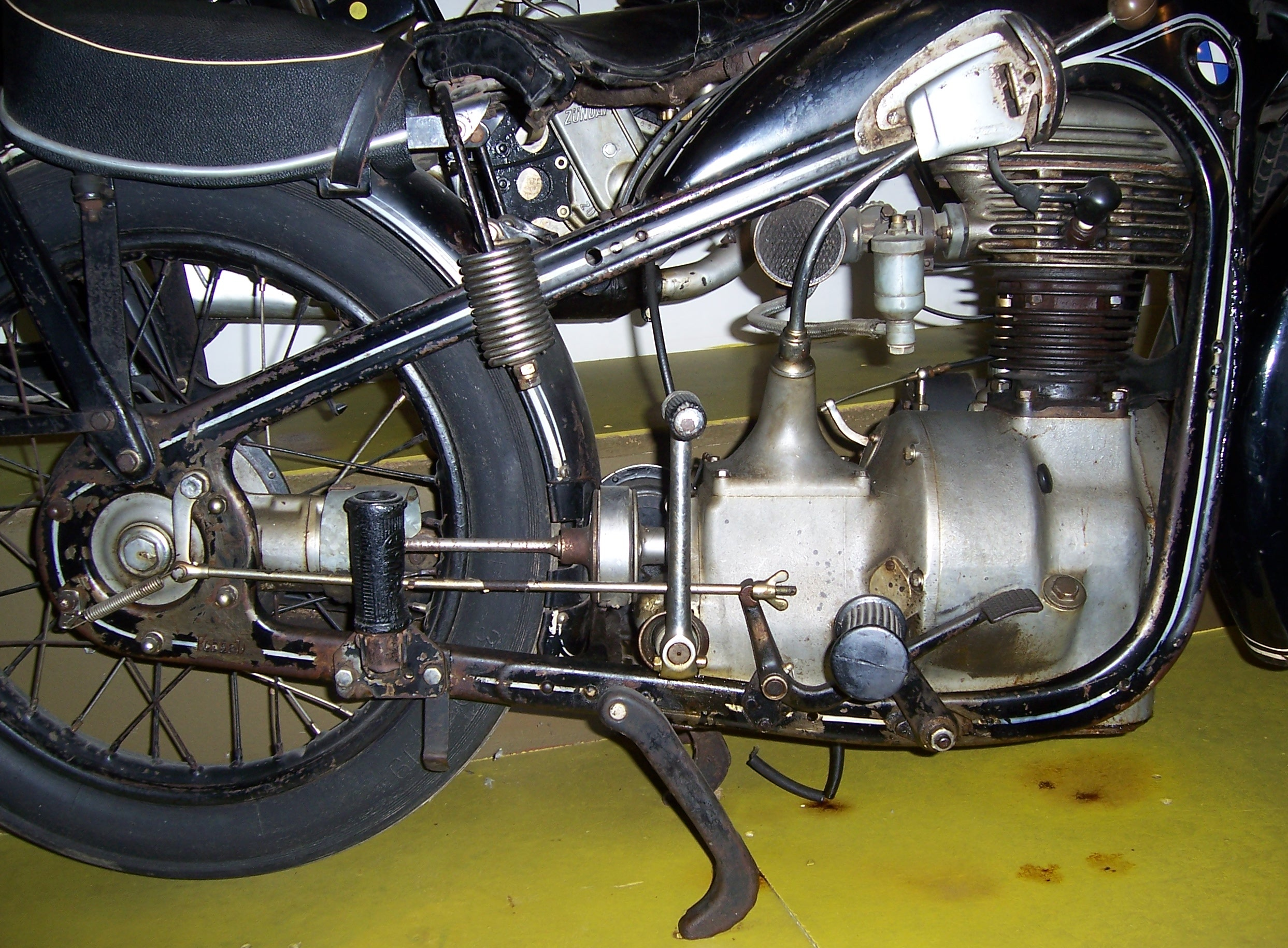
Silnik BMW R3

BMW R3 – jednocylindrowy motocykl firmy BMW produkowany w 1936.

## Historia
Ze względu na nietypową pojemność silnika, R3 miał zbyt małą moc w porównaniu z BMW R 4 i nie kwalifikował się do zwolnienia podatkowego i możliwości jazdy bez prawa jazdy jak BMW R 2. Dlatego też po wyprodukowaniu zaledwie 740 sztuk w cenie 995 Reichsmarek produkcję wstrzymano w 1936 r.

## Konstrukcja
Jednocylindrowy silnik górnozaworowy o pojemności 305cm³ i mocy 11 KM przy 4200 obr./min. Zasilanie poprzez 6-woltową prądnicę o mocy 45 W. Suche sprzęgło jednotarczowe połączone z 4-biegową ręcznie sterowaną skrzynią biegów. Napęd koła tylnego wałem Kardana. Tłoczona rama z blachy stalowej ze sztywnym zawieszeniem tylnego koła.